# Cyrtopodium
Cyrtopodium es un género con 45 especies de orquídeas de hábitos epífitas, originarias de Florida hasta Brasil.
A este género pertenece  Cyrtopodium gigas, que se caracteriza por un enorme pseudobulbo de orquídeas, de ahí su nombre popular "cola-de-tatu».  

## Distribución
Cyrtopodium incluye más de cuarenta especies de epífitas, rupícolas o de tierra, popularmente conocidas como Sumaré o cola de armadillo, que se encuentran desde la Florida hasta el sur de Brasil. Casi todas las especies se producen en Brasil, considerada un centro de dispersión de las mismas, se encuentran cada vez en diferentes situaciones, en graneros, en la parte superior de las palmeras, en la arena o la sal de las playas.

## Descripción
Estas especies, de tamaño muy variable, pero siempre fuertes, tienen un gran grupo de pseudobulbos,  que en algunas especies son bajos y gruesos, en otras más altos y delgados, a fin de superar los setenta centímetros de altura, envueltos en vainas de hojas. Tiene hojas estrechas y delgadas, acanaladas y con el ápice acuminado.
La inflorescencia es siempre vigorosa y abundante, surgiendo desde la base de la seudobulbos, puede ser racemosa o paniculada, en posición vertical, y con un montón de pequeñas flores que están protegidas por grandes brácteas vistosas, coloridas y onduladas y, en algunos casos parece que son parte de las flores. Estas, que a primera vista se asemejan a Oncidium son  retorcidas, generalmente rizadas de unos tres centímetros de diámetro, generalmente de color amarillo, raramente verdoso, con o sin manchas rojas o marrones.
El labio de la flor, más o menos complicado es trilobado que presenta callo verrucoso o tuberculoso y disco ungüiculado articulado al ápice de los pies de la columna. Los lóbulos laterales en posición vertical, el menor terminal. La columna es ligeramente arqueada, con antera terminal, dos polinias cartilaginosas.

## Evolución, filogenia y taxonomía
El género fue propuesto por Robert Brown en 1813, publicado en Hortus Kewensis 5: 216. La especie tipo es Cyrtopodium andersonii (Lamb. ex Andrews) R.Br. antes Cymbidium andersonii Lambert ex Andrews. 

### Etimología
El género nombre viene del griego kyrtos inclinada, y podio, pie, probable referencia a la inclinación de los pies de la columna de sus flores.

### Especies deCyrtopodium
1. Cyrtopodium aliciae L.Linden & Rolfe, Lindenia 8: 23 (1892).
2. Cyrtopodium andersonii (Lamb. ex Andrews) R.Br. in W.T.Aiton, Hortus Kew. 5: 216 (1813).
3. Cyrtopodium blanchetii Rchb.f., Linnaea 22: 852 (1850).
4. Cyrtopodium braemii L.C.Menezes, Bol. CAOB 5(3): 26 (1993).
5. Cyrtopodium brandonianum Barb.Rodr., Gen. Spec. Orchid. 1: 132 (1877).
6. Cyrtopodium brunneum J.A.N.Bat. & Bianch., Brittonia 56: 262 (2004).
7. Cyrtopodium cachimboense L.C.Menezes, Bol. CAOB 26: 22 (1996).
8. Cyrtopodium caiapoense L.C.Menezes, Bol. CAOB 34: 104 (1998).
9. Cyrtopodium cipoense L.C.Menezes, Bol. CAOB 33: 72 (1998).
10. Cyrtopodium cristatum Lindl., Edwards's Bot. Reg. 27: t. 8 (1841).
11. Cyrtopodium dusenii Schltr., Repert. Spec. Nov. Regni Veg. 16: 334 (1920).
12. Cyrtopodium eugenii Rchb.f. & Warm. in H.G.Reichenbach, Otia Bot. Hamburg.: 89 (1881).
13. Cyrtopodium flavum (Nees) Link & Otto ex Rchb., Iconogr. Bot. Exot. 3: 7 (1830).
14. Cyrtopodium fowliei L.C.Menezes, Orchid Digest 59: 17 (1995).
15. Cyrtopodium gigas (Vell.) Hoehne, Fl. Bras. 5(12; 6): 13 (1942).
16. Cyrtopodium glutiniferum Raddi, Mem. Mat. Fis. Soc. Ital. Sci. 19(2): 220 (1823).
17. Cyrtopodium graniticum G.A.Romero & Carnevali, Harvard Pap. Bot. 4: 512 (1999).
18. Cyrtopodium hatschbachii Pabst, Bradea 2: 273 (1978).
19. Cyrtopodium holstii L.C.Menezes, Schlechteriana 4: 149 (1993).
20. Cyrtopodium josephense Barb.Rodr., Vellosia, ed. 2, 1: 127 (1891).
21. Cyrtopodium kleinii J.A.N.Bat. & Bianch., Darwiniana 43: 75 (2005).
22. Cyrtopodium lamellaticallosum J.A.N.Bat. & Bianch., Brittonia 56: 269 (2004).
23. Cyrtopodium latifolium Bianch. & J.A.N.Bat., Lindleyana 15: 222 (2000).
24. Cyrtopodium linearifolium J.A.N.Bat. & Bianch., Lindleyana 16: 226 (2001).
25. Cyrtopodium lissochiloides Hoehne & Schltr., Anexos Mem. Inst. Butantan, Secç. Bot. 1(2): 40 (1921).
26. Cyrtopodium longibulbosum Dodson & G.A.Romero, Lindleyana 8: 193 (1993).
27. Cyrtopodium macedoi J.A.N.Bat. & Bianch., Novon 16: 17 (2006).
28. Cyrtopodium macrobulbum (Lex.) G.A.Romero & Carnevali, Harvard Pap. Bot. 4: 331 (1999).
29. Cyrtopodium minutum L.C.Menezes, Orquidário 18: 125 (2004).
30. Cyrtopodium naiguatae Schltr., Repert. Spec. Nov. Regni Veg. Beih. 6: 43 (1919).
31. Cyrtopodium pallidum Rchb.f. & Warm. in H.G.Reichenbach, Otia Bot. Hamburg.: 89 (1881).
32. Cyrtopodium palmifrons Rchb.f. & Warm. in H.G.Reichenbach, Otia Bot. Hamburg.: 88 (1881).
33. Cyrtopodium paludicola Hoehne, Relat. Commiss. Linhas Telegr. Estratég. Matto Grosso Amazonas 4: 24 (1912).
34. Cyrtopodium paniculatum (Ruiz & Pav.) Garay, Caldasia 8: 524 (1962).
35. Cyrtopodium parviflorum Lindl., London J. Bot. 2: 672 (1843).
36. Cyrtopodium pflanzii Schltr., Repert. Spec. Nov. Regni Veg. Beih. 10: 49 (1922).
37. Cyrtopodium poecilum Rchb.f. & Warm. in H.G.Reichenbach, Otia Bot. Hamburg.: 89 (1881).
38. Cyrtopodium punctatum (L.) Lindl., Gen. Sp. Orchid. Pl.: 188 (1833).
39. Cyrtopodium saintlegerianum Rchb.f., Flora 68: 301 (1885).
40. Cyrtopodium schargellii G.A.Romero, Aymard & Carnevali, Harvard Pap. Bot. 10: 123 (2005).
41. Cyrtopodium triste Rchb.f. & Warm. in H.G.Reichenbach, Otia Bot. Hamburg.: 90 (1881).
42. Cyrtopodium vernum Rchb.f. & Warm. in H.G.Reichenbach, Otia Bot. Hamburg.: 89 (1881).
43. Cyrtopodium virescens Rchb.f. & Warm. in H.G.Reichenbach, Otia Bot. Hamburg.: 89 (1881).
44. Cyrtopodium willmorei Knowles & Westc., Fl. Cab. 1: t. 4 (1837).
45. Cyrtopodium withneri L.C.Menezes, Orchid Digest 60: 13 (1996).